# Twilight Zone
The Twilight Zone (Untertitel: Unwahrscheinliche Geschichten, Unbekannte Dimensionen) ist eine US-amerikanische Anthologie-Fernsehserie mit Mystery- und Science-Fiction-Elementen sowie damals innovativem und wegweisendem Konzept. Die Pointen sind oft psychologisch doppelbödig, sarkastisch, bisweilen makaber. Charakteristisch für Twilight Zone ist auch die Kürze, in der die Geschichten erzählt werden: Die durchschnittliche Episodenlänge beträgt 25 Minuten. Die Serie begann 1959 und wurde mit einigen Pausen bis heute immer wieder fortgesetzt.

## Produktion
Kreativer Kopf hinter der Serie war der Fernsehproduzent und sechsfache Emmy-Preisträger Rod Serling. Serling schrieb über die Hälfte der Drehbücher für die Originalserie selbst. Er führte außerdem als Erzähler in die Geschichten ein. Von 1959 bis 1965 wurden insgesamt 156 Episoden produziert.
1958 drehte Serling den einstündigen Pilotfilm The Time Element, in dem bereits die wesentlichen Elemente der Serie enthalten waren. Nach der erfolgreichen Erstausstrahlung konnte er schließlich mit der Produktion der Serie The Twilight Zone beginnen.
Die thematische Bandbreite bei The Twilight Zone war ebenso weit gesteckt wie die Schauplätze, Orte und Zeiten.
Regie führte unter anderem Richard Donner. Unter den Darstellern finden sich auch zahlreiche bekannte Namen wie Robert Redford, Dennis Hopper, Charles Bronson, Peter Falk, Donald Pleasence, Martin Landau, Lee Marvin, Robert Duvall, Jack Klugman, Buster Keaton, William Shatner, Rod Taylor, Burt Reynolds, Anne Francis, Ida Lupino, Elizabeth Montgomery, Dick York, James Doohan, William Windom, James Gregory, Dean Stockwell, Roddy McDowall, Barry Morse, John Hoyt, James Daly und Fritz Weaver. Für einige war Twilight Zone das Sprungbrett in eine Hollywood-Karriere.
The Twilight Zone genießt heute Kultstatus und inspirierte viele spätere Mystery- und Science-Fiction-Serien wie z. B. Geschichten aus der Schattenwelt, Invasion von der Wega, The Outer Limits, Alcoa Presents: One Step Beyond, Akte X, X-Factor, Black Mirror und viele weitere. Nachfolgeprojekt von Serling war Night Gallery, welches ein ähnliches Konzept verfolgte.

## Deutsche Ausstrahlung und Synchronisation
1961 wurde im Deutschen Fernsehen die Episode Die leere Stadt gesendet; danach verschwand die Serie zunächst wieder. Von 1967 bis 1969 strahlte dann das ZDF 13 Episoden aus, die von der Berliner Synchron bearbeitet wurden. Joachim Cadenbach ist in diesen Episoden als Erzähler zu hören.
Es folgten 1971 24 weitere Folgen im Bayerischen Fernsehen, für deren deutsche Fassung die Interopa Film verantwortlich zeichnete. Die Texte des Erzählers werden in diesen Folgen von Joachim Nottke gesprochen.
Weitere 33 Episoden wurden dann erst von 1991 bis 1992 von ProSieben erstmals ausgestrahlt. Die deutsche Synchronfassung wurde von der DEFA-Synchron GmbH in Johannisthal angefertigt. 1996 bis 1997 folgten dann noch einmal 58 Episoden auf TV München, die ebenfalls bereits Anfang der 1990er Jahre bei der DEFA-Synchron GmbH bearbeitet worden waren. Dabei erhielt eine bereits bearbeitete Episode (5.06 Die Rache der Puppe) eine Neusynchronisation. Arno Wyzniewski spricht in diesen Folgen den Erzähler. Auch wenn diese Episoden erst nach der deutschen Wiedervereinigung bearbeitet wurden, sind fast ausschließlich Schauspieler und Synchronsprecher aus der ehemaligen DDR zu hören, die größtenteils bereits für die DEFA gearbeitet hatten. Es sprechen unter anderem: Klaus Piontek, Wolfgang Dehler, Helga Göring, Ernst Meincke, Günter Schubert, Jürgen Frohriep, Roland Hemmo, Herbert Köfer, Gunter Schoß, Joachim Siebenschuh, Michael Telloke, Peter Groeger, Lutz Riemann, Annekathrin Bürger, Barbara Dittus, Christel Peters, Helga Sasse, Wolfgang Winkler, Michael Narloch, Wilfried Ortmann, Alfred Struwe, Helmut Müller-Lankow, Susanne Schwab, Werner Ehrlicher, Horst Lampe, Andrea Aust, Heidrun Bartholomäus, Karl Sturm, Werner Kanitz.
Die Episoden der vierten Staffel, die alle eine Länge von 50 Minuten haben, wurden nicht deutsch synchronisiert. Insgesamt wurde für 129 der 156 Folgen eine deutsche Fassung erstellt.
Im ProSieben-Vorspann der deutschen Synchronfassung, für den die sich drehende Spirale aus dem Originalvorspann der dritten Staffel mit dem Vorspann der vierten und fünften Staffel zusammengeschnitten wurde, wird von Alexander Allerson folgende Einleitung zur Titelmusik von Marius Constant gesprochen: Es gibt eine fünfte Dimension jenseits der menschlichen Erfahrung – eine Dimension, so gewaltig wie der Weltraum und so zeitlos wie die Ewigkeit. Es ist das Zwischenreich, wo Licht in Schatten übergeht, Wissenschaft auf Aberglaube trifft. Sie liegt zwischen den Fallgruben unserer Furcht und den lichten Gipfeln unseres Wissens. Dies ist die Dimension der Fantasie, das Reich der Dämmerung – die Twilight Zone.
In der Originalfassung gibt es dagegen vier verschiedene Vorspannvarianten.
Die Serie lief in Deutschland unter den Titeln Unwahrscheinliche Geschichten und Geschichten, die nicht zu erklären sind.

## Spielfilme und weitere Fernsehserien

### Pilotfilm
Der Original-Pilotfilm Das Zeitelement (The Time Element) wurde am 24. November 1958 in der Reihe Westinghouse Desilu Playhouse ausgestrahlt und hat eine Länge von 55 Minuten. Er ist in englischer Originalfassung mit deutschen Untertiteln bei Staffel 1 im DVD- und Blu-ray-Disc-Set (erschienen bei Koch Media) enthalten.

### Inoffizieller Film 1972
- Dämon über dem Atlantik (The Horror at 37,000 Feet), USA 1972, mit William Shatner und Roy Thinnes; inspiriert wurde dieser Spielfilm von der klassischen Twilight-Zone-Episode Nightmare at 20,000 Feet, in der William Shatner ebenfalls mitspielte. Der Film erschien unter dem Titel Horror in 37.000 Fuß am 5. März 2015 bei Paramount auf DVD.

### Twilight Zoneim Kino:Unheimliche Schattenlichter
1983 kam ein Spielfilm unter dem Titel Unheimliche Schattenlichter (Twilight Zone: The Movie) in die Kinos, in dem das Episodenkonzept beibehalten wurde. Es wurden vier etwa halbstündige Geschichten gezeigt. Die Ideen zu drei dieser Geschichten entstammten, leicht abgeändert, der Originalserie. Regie führten John Landis, Steven Spielberg, Joe Dante und George Miller. Es spielten in den Hauptrollen unter anderem Dan Aykroyd, Albert Brooks und Vic Morrow, der bei den Dreharbeiten für die von Landis inszenierte Episode zusammen mit zwei Kinderdarstellern bei einem Unfall mit einem Hubschrauber ums Leben kam.
Episoden:
- Segment 1: Time Out (neue Geschichte)
- Segment 2: Kick the Can (Neuverfilmung)
- Segment 3: It’s a Good Life (Neuverfilmung)
- Segment 4: Nightmare at 20.000 Feet (Neuverfilmung)

### Neue Serie in den 1980er-Jahren
1985, zehn Jahre nach Rod Serlings Tod, wurde die Serie neu aufgelegt. Der Vorspann erwähnte Serling weiterhin als Schöpfer der Sendung und zeigte nun auch ein verzerrtes Bild von ihm. Als Drehbuchautoren waren diesmal Stephen King, Ray Bradbury, Sidney Sheldon, Alan Brennert und Joseph Michael Straczynski mit dabei. Am Regiepult standen Hollywoodgrößen wie Wes Craven (Scream – Schrei!), William Friedkin (Der Exorzist) oder John Milius (Conan der Barbar). Bis 1987 entstanden etwa 64 neue Folgen, je nach Schnittzusammenstellung. Die Titelmusik der Farbserie stammt von Merl Saunders und Grateful Dead. Als Gast trat unter anderem Bruce Willis in der Serie auf.

### Fernsehfilm 1994
Schrecken aus dem Jenseits: Rod Serling’s verlorene Klassiker (Twilight Zone: Rod Serling’s Lost Classics)
Episoden:
- Segment 1: Kino des Grauens (The Theatre)
- Segment 2: Insel der Toten (Where the Dead Are)

### Weitere Fernsehserie 2002
Ein weiterer Versuch, das Konzept wiederzubeleben, wurde im US-Fernsehen im Jahre 2002 gestartet. Das Motivspektrum kam der Originalserie sehr nahe, im Vorspann bezog man sich explizit auf Rod Serling. Als Gastgeber fungierte der renommierte Schauspieler Forest Whitaker. Allerdings kam nur eine Staffel zustande. Ab Mai 2005 waren die Episoden auf RTL II zu sehen.

### Fernsehserie 2019–2020
Im November 2017 wurde erstmals eine weitere Fernsehserie der Twilight Zone von Simon Kinberg, Marco Ramirez und Jordan Peele angekündigt. Letzterer tritt in dieser als Erzähler auf. Die erste Staffel aus zehn Episoden wurde in den USA vom 1. April bis zum 30. Mai 2019 auf CBS All Access und in Deutschland am 2. Februar 2020 auf TVNOW veröffentlicht. Die zweite Staffel wurde komplett am 25. Juni 2020 veröffentlicht. Am 25. Juni 2020 wurden alle Episoden der zweiten Staffel bei CBS All Access abrufbar gemacht. Im Februar 2021 wurde die Serie wieder abgesetzt.

### Spielfilm-Remakes von Fernsehepisoden
- 2009: The Box – Du bist das Experiment (Twilight-Zone-Episode Nur ein Knopfdruck nach der Kurzgeschichte Button, Button von Richard Matheson)
- 2011: Real Steel (Twilight-Zone-Episode Ein Halbschwergewicht aus Stahl nach der Kurzgeschichte Steel von Richard Matheson)

Die originale Schwarzweißserie von 1959 erlebte in den 1990er Jahren eine Renaissance in vielen Programmkinos und auf Fantasy-Filmfestivals.

## Comics
- Von 1961 bis 1982 erschien in den USA unter den Labels Dell, Gold Key und Whitman die Comicserie The Twilight Zone bis zur Ausgabe Nr. 92. Einige sehr erfolgreiche Künstler arbeiteten für die Serie, z. B. Frank Bolle (Zeichner von Doktor Solar), Crandall, Orlando, Torres, Williamson McWilliams sowie George Wilson, der viele der Covers schuf.
- Von 1990 bis 1992 erschienen im Verlag NOW Comics neue Geschichten in den Ausgaben 1 bis 11. 1992 erschienen weitere Hefte mit den Nummern 1 bis 4 sowie ein Anniversary Special. 1993 folgte Annual sowie Science Fiction Special.
- In Deutschland wurde 1967 unter dem Titel Zwielichtzone beim Bildschriftenverlag ein einziges Heft veröffentlicht.

## Video
- Der Kinofilm Unheimliche Schattenlichter erschien in Deutschland bei Warner auf VHS (1. März 1990) und DVD (7. Dezember 2007). In den USA erschien auch eine Blu-ray Disc.
- Der Fernsehfilm Schrecken aus dem Jenseits – Rod Serling’s verlorene Klassiker erschien in Deutschland 1994 bei E.A.T. Mediengruppe/AVU auf VHS und am 14. Juli 2016 bei Schröder Media auf DVD.
- Koch Media veröffentlicht in Deutschland die klassische Schwarzweißserie The Twilight Zone – Unwahrscheinliche Geschichten auf DVD und Blu-ray sowie die Farbserie The Twilight Zone – Unbekannte Dimensionen auf DVD.
  - The Twilight Zone – Unwahrscheinliche Geschichten – Staffel 1 erschien am 22. November 2013 auf sechs DVDs mit 36 Episoden und einer Länge von etwa 892 Minuten.
  - The Twilight Zone – Unwahrscheinliche Geschichten – Staffel 2 erschien am 20. März 2014 auf sechs DVDs mit 29 Episoden und einer Länge von etwa 727 Minuten.
  - The Twilight Zone – Unwahrscheinliche Geschichten – Staffel 3 erschien am 4. Dezember 2014 auf sechs DVDs mit 37 Episoden und einer Länge von etwa 912 Minuten.
  - The Twilight Zone – Unwahrscheinliche Geschichten – Staffel 4 erschien am 23. April 2015 auf sechs DVDs mit 18 Episoden und einer Länge von etwa 904 Minuten (die vierte Staffel hat Episoden die doppelt so lang waren als die vorherigen Staffeln).
  - The Twilight Zone – Unwahrscheinliche Geschichten – Staffel 5 erschien am 10. September 2015 auf sechs DVDs mit 36 Episoden und einer Länge von etwa 879 Minuten.
  - The Twilight Zone – Unbekannte Dimensionen – Teil 1 auf vier DVDs erschien am 24. März 2016 und enthielt zwölf Folgen bzw. 29 Geschichten der ersten Staffel.
  - The Twilight Zone – Unbekannte Dimensionen – Teil 2 auf vier DVDs erschien am 28. Juni 2016 und enthielt zwölf Folgen bzw. 30 Geschichten der ersten Staffel.
  - The Twilight Zone – Unbekannte Dimensionen – Teil 3 auf vier DVDs erschien am 22. September 2016 und enthielt die komplette zweite Staffel.
  - The Twilight Zone – Unbekannte Dimensionen – Teil 4 auf vier DVDs erschien am 9. März 2017 und enthielt die komplette dritte Staffel.

## Sonstiges
- Der Heizer Frank Tower, der mit Cpt. E. J. Smith und Thomas Andrews die Schäden der Titanic begutachtet und deren Untergang überlebt haben soll, heuerte zwei Jahre nach der Katastrophe auf der Empress of Ireland an, die ebenfalls unterging. Er soll diesen Untergang praktisch als einziger überlebt haben. Nachdem er auf der Lusitania einen Torpedoangriff überlebte, erzählte man sich, dass er sich von nun an geschworen habe, Farmer zu werden. Aufgrund dieser Geschichte entstand das Drehbuch zum Fernsehspiel Lone Survivor, dessen Erfolg Rod Serling zur Twilight Zone inspirierte.[11]
- Kommissar 00-Schneider stammt nach eigenen Angaben aus der Zeit der Twilight Zone.

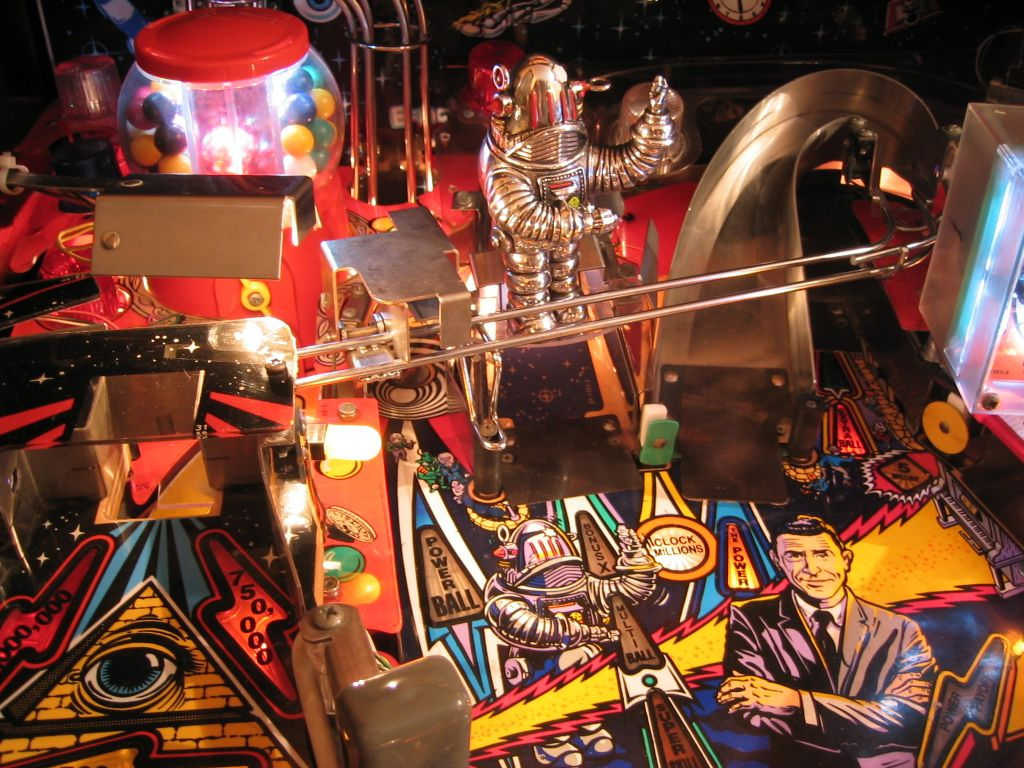
Flipperautomat The Twilight Zone (Ausschnitt). Oben befindet sich der bekannte Roboter Robby, der 1956 zuerst im Film Alarm im Weltall auftrat.

- Die Firma Bally stellte Anfang der 1990er Jahre einen Flipperautomaten mit dem Namen Twilight Zone her, der thematisch an der Originalserie aufgehängt ist.
- Die Freifall-Attraktion Tower of Terror in den Disney’s Hollywood Studios des Walt Disney World Resorts in Florida, in den Walt-Disney-Studios im Disneyland Resort Paris sowie im Disney’s California Adventure Park des kalifornischen Disneyland Resorts lehnt sich an die Fernsehserie an.
- In der Science-Fiction-Zeichentrickserie Futurama sehen sich die Figuren in mehreren Episoden eine TV-Serie mit dem Namen The Scary Door an, die eine direkte Parodie auf The Twilight Zone darstellt. Die Mysteriösität der Serie wird dabei oft bis hin zur Lächerlichkeit überstrapaziert. So verliert der letzte Mann auf Erden, ein Bücherwurm, nicht nur seine Brille, wie in der Episode Alle Zeit der Welt (1.08), sondern auch seine Augen und seine Hände (da er Blindenschrift lesen konnte) und schließlich fällt sein gesamter Körper auseinander. Des Weiteren werden in einer Episode Elemente verschiedener Twilight-Zone-Episoden kombiniert: So glaubt einem Mann im Flugzeug niemand, da ihn alle anderen als Adolf Hitler sehen, die neben ihm sitzende Eva Braun ist eigentlich eine übergroße Fliege.
- Auch einer der Futurama-Comics (Band #30) verwendet diverse Motive der Originalserie, darunter auch Alle Zeit der Welt (Time Enough at Last).
- In der Fernsehserie Die Simpsons werden zahlreiche Episoden in den Treehouse-of-Horror-Folgen parodiert.
- In der Fernsehserie  Star Trek: Enterprise wird Twilight Zone als alte Fernsehserie in der Episode Carbon Creek erwähnt.
- Im 2010 erschienenen Computerspiel Alan Wake können Fernseher gefunden werden, auf denen die Serie Night Springs läuft, eine Hommage an die Serie Twilight Zone.
- Im Mai 2012 veröffentlichte Entertainment Earth das Kanamit Cookbook Journal.[12]
- Im Juni 2012 wurde die Serie unter dem Titel The Twilight Zone: The Complete Collection in den USA auf Blu-ray veröffentlicht.
- Im Buch Sommer der Nacht von Dan Simmons, das in den 1960er Jahren spielt, summt einer der Protagonisten die Titelmusik von Twilight Zone.